# Mérida (Mexiko)
Mérida (im modernen Mayathan Ho, von ho’ „fünf“) ist die Hauptstadt des mexikanischen Bundesstaates Yucatán. Mérida ist Verwaltungssitz des gleichnamigen Municipios und Sitz des Erzbistums Yucatán. Touristisch gilt Mérida als Tor zur Welt der Maya (Puerta al Mundo Maya), vor allem nach Chichén Itzá.

## Lage und Klima
Mérida liegt im Norden der Halbinsel Yucatán in einer Höhe von etwa 10 m; nächstgrößere Städte sind Campeche (ca. 185 km südwestlich) und Valladolid (ca. 160 km östlich). Die Entfernung zum Golf von Mexiko bei der Stadt Progreso beträgt etwa 40 km. Das Klima ist oft schwülwarm; Regen (ca. 735 mm/Jahr) fällt überwiegend in den Sommermonaten.

## Bevölkerungsentwicklung
| Jahr      | 2000    | 2010    | 2020    |
| Einwohner | 672.038 | 780.423 | 995.129 |

Der deutliche Bevölkerungszuwachs beruht im Wesentlichen auf der immer noch anhaltenden Zuwanderung von Einzelpersonen und Familien aus den Dörfern der Umgebung.

## Geschichte

### Vorspanische Stadt

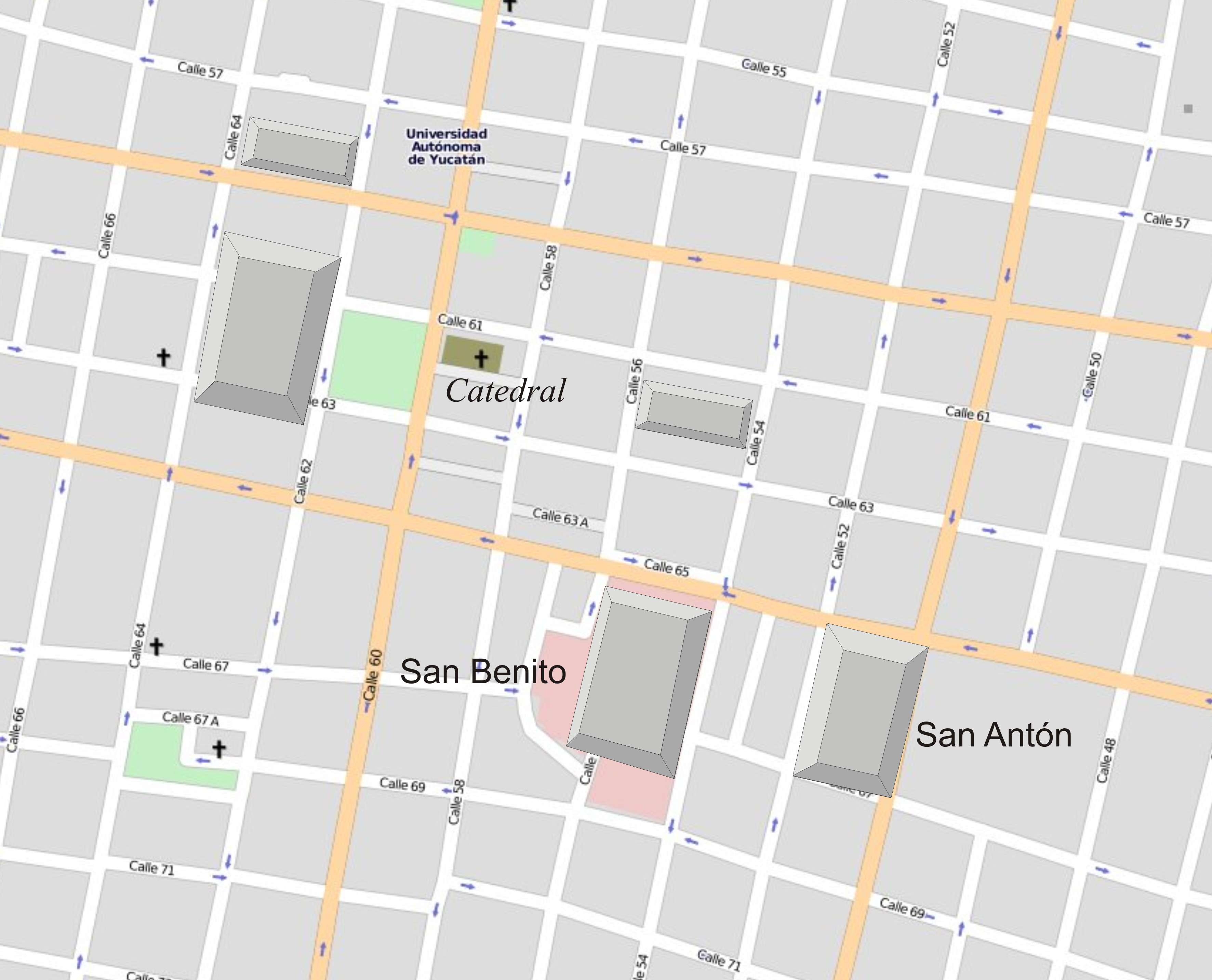
Rekonstruktion der großen vorspanischen Bauten im Zentrum von Mérida

An Stelle des heutigen Mérida bestand seit dem Mittleren Präklassikum eine große Siedlung, die ihren Höhepunkt im und nach dem Mittleren Klassikum erreichte. Sie war gekennzeichnet durch große und hohe pyramidenartige Plattformen, auf deren oberer Fläche Bauten vermutlich der späten klassischen Zeit standen. Der Franziskaner Diego de Landa und spätere Bischof beschrieb die Bauten als großartig und fügte auch eine Zeichnung bei. Das größte Bauwerk, die Tempelpyramide Baklu'mchan mit einer Seitenlänge von ungefähr 120 m und rund 10 m Höhe, wurde später zu einem Franziskanerkloster und dann zur Festung San Benito umgebaut. Auf deren Gelände liegt heute der zentrale Markt (Mercado Municipal Lucas de Gálvez). Moderne Untersuchungen konnten die Lage weiterer vorspanischer Bauten genauer präzisieren. So wurde der vermutlich größte Bau gegenüber der Kathedrale lokalisiert, ein weiterer, in der Kolonialzeit Cerro de San Antón genannt, mit den Ausmaßen 180 × 120 m, lag östlich von San Benito. Weitere kleinere Komplexe wurden auf Grund von alten Quellenangaben, Höhenmessungen und Bodenradar-Untersuchungen nachgewiesen. Insgesamt war das vorspanische Ti’ho’ ähnlich bedeutend wie Chichén Itzá, Uxmal und Izamal. Letzterer Ort mit seinen zahlreichen großen und kleineren Pyramidenplattformen kann einen Eindruck geben, wie Ti’ho’ ausgesehen haben könnte.

### Kolonialzeitliche Stadt

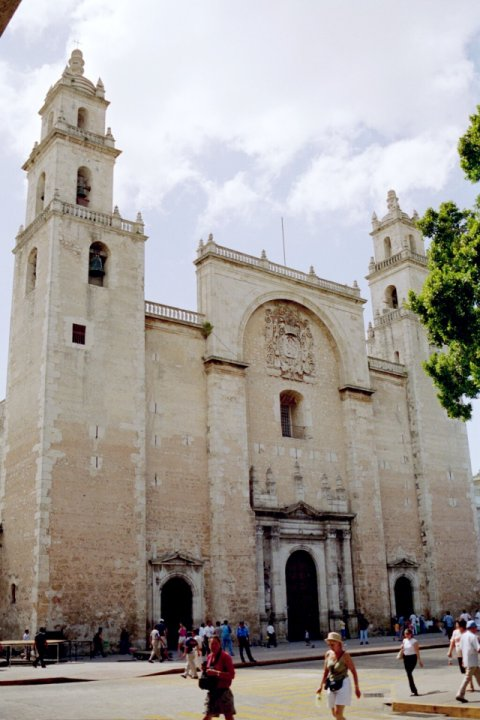
Kathedrale von Mérida

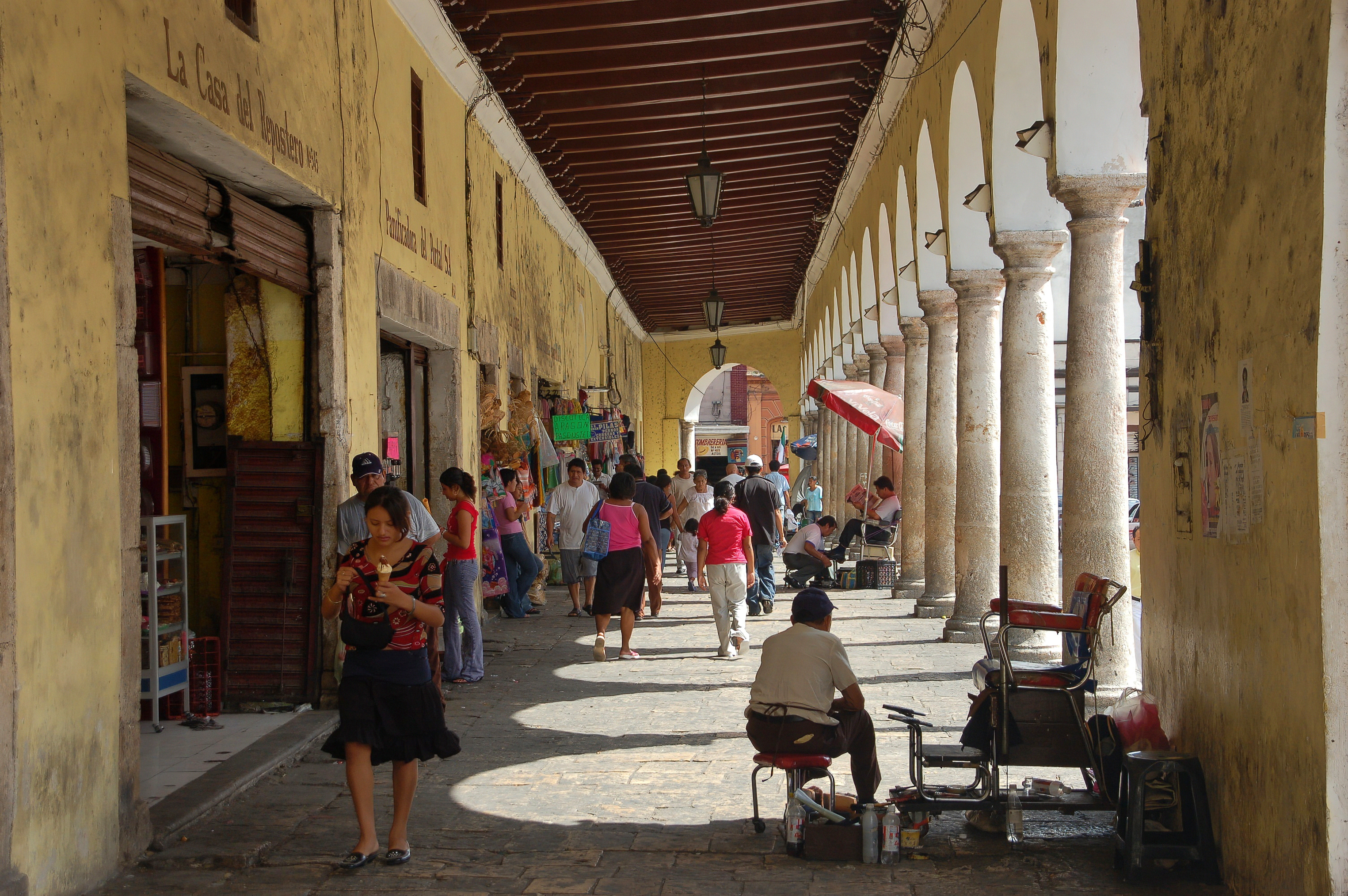
Straßenszene, Säulengang

Die alte Maya-Stadt Ti’ho’ („zu fünf“) wurde am 6. Januar 1542 durch Francisco de Montejo dem Jüngeren in Mérida umbenannt. Der Name der Stadt bezieht sich auf die spanische Stadt Mérida, wegen deren gewaltigen römischen Überresten, an die die Spanier angesichts der ebenfalls großartigen vorspanischen Bauten erinnert wurden. Hier wie dort wurden die alten Bauten jedoch gerne als Steinbrüche für die Errichtung der spanischen Stadt genutzt, was in Mérida bis zum Beginn des 20. Jahrhunderts zu ihrem völligen Verschwinden geführt hat. Montejo siedelte in Mérida eine kleinere Anzahl spanischer Familien an. Bereits im Jahr 1618 hatte die Stadt das erste eigene Theater und 1735 entstand das heutige Rathaus.

### Moderne Stadt
Die Kernstadt Mérida hat rund 950.000 Einwohner. Die Orientierung fällt durch das für lateinamerikanische Städte typische gitterartige Straßensystem leicht. Straßen mit geraden Zahlen laufen von Nord nach Süd, die ungeraden von Ost nach West, die Nummerierung wächst von Norden nach Süden bzw. von Osten nach Westen. Nördlich bzw. westlich der Kathedrale verlaufen die Straßen 61 und 60.

## Kultur

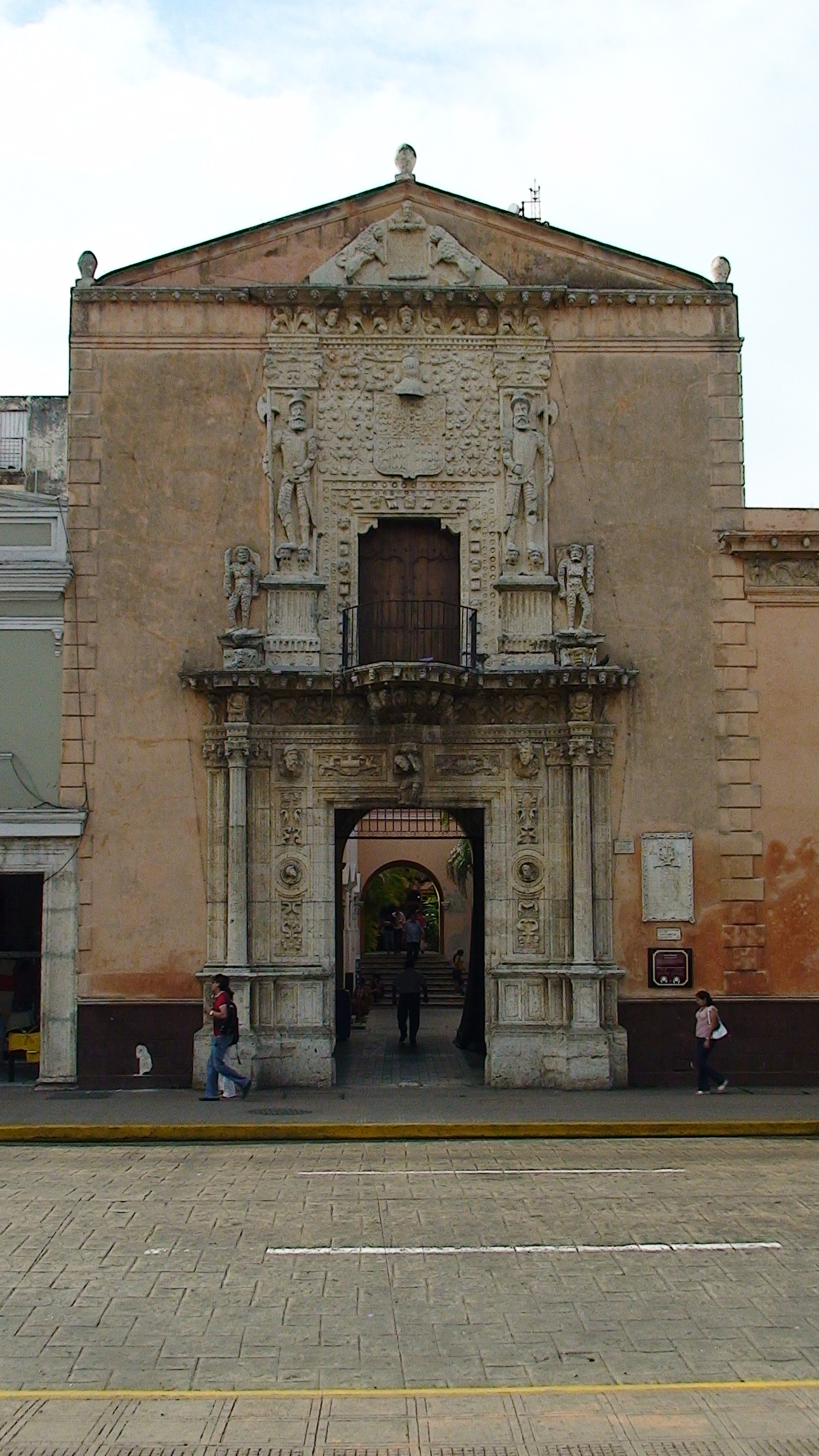
Haus des Conquistadors Montejo

### Wichtige Plätze und Straßen
- Der ehemalige Hauptplatz heißt heute Plaza de la Independencia (Plaza Grande) und ist der lebendige Mittelpunkt Méridas. An der Ostseite steht die doppeltürmige Kathedrale, die zwischen 1561 und 1598 entstand. Sie wurde durch hunderte von Maya-Arbeitern errichtet; wichtigstes Baumaterial waren Steine der zuvor zerstörten Tempel der alten Maya-Stadt Ti'ho'. Im Inneren befindet sich der Cristo de la Unidad („Christus der Einheit“). Die riesige Figur des gekreuzigten Christus ist das Symbol für die Aussöhnung zwischen den Nachfahren der Spanier und der Maya.
- Im ehemaligen Bischofspalast südlich der Kathedrale befindet sich das Museo de Arte Contemporáneo Ateneo de Yucatán. Es enthält wichtige Werke einheimischer Künstler und festigt den Ruf Méridas als kulturell reichste Stadt der Halbinsel Yucatán.
- An der Südseite der Plaza de la Independencia liegt die Casa de Montejo aus dem Jahr 1549. Der ehemalige Palast der Familie Montejo mit seinem figurengeschmückten Portal ist heute Sitz einer Bank.
- An der Westseite der Plaza befindet sich der weiße Palacio Municipal (Rathaus). Es entstand im Jahr 1735. Im Jahr 1821 wurde von der Veranda im ersten Stock die Unabhängigkeit des Bundesstaates Yucatán proklamiert. Die nördliche Seite des Platzes nimmt der Palacio de Gobierno (Gouverneurspalast) ein, dessen Innenhof mit Wandgemälden Fernando Castro Pachecos zur Geschichte Yucatáns geschmückt ist.
- Nördlich der Plaza de la Independencia (Plaza Grande) liegt der Parque Hidalgo, an den die Iglesia de Jesús, 1618 von den Jesuiten als Teil eines Klosters errichtet, angrenzt. Auch diese Kirche wurde im Wesentlichen aus dem Material abgebrochener Tempel errichtet. Die spanischen Besatzer achteten zwar genau darauf, dass keine Ornamente aus Maya-Zeit erhalten blieben. An zwei Steinen der Außenfassade lassen sich aber Reste der ursprünglichen Verzierungen erkennen.
- Die breite Prachtstrasse Paseo Montejo im Norden der Innenstadt mit ihren zahlreichen Villen aus dem 19. Jahrhundert erinnert nach Wunsch der Stadtplaner an den Paseo de la Reforma in Mexiko-Stadt oder die Champs-Élysées in Paris. Hier befindet sich der Palacio Cantón, die herrschaftliche Residenz des Generals Francisco Cantón Rosados, das heute das Museo de Antropología e Historia beherbergt.
- Am nördlichen Stadtrand befindet sich das Gran Museo del Mundo Maya, ein Ende 2012 eröffnetes Museum mit zahlreichen Exponaten zur Geschichte und Kultur der Maya.

### Veranstaltungen
- Jeden Sonntag findet im Bereich der Plaza de la Independencia das Straßenfest Mérida en Domingo (Mérida am Sonntag) statt. Die Innenstadt wird dabei zur großen Fußgängerzone mit Kleinkunst, Live-Musik und Imbissbuden.
- Ende September bis Mitte Oktober Cristo de las Ampollas, bei dem Gremios in einer täglichen Prozession dem Christus der Brandblasen feiern.
- Carnaval, welcher als größter und prächtigster der Halbinsel Yucatán gilt.
- Teatro Peón Contreras, das größte Theater der Halbinsel Yucatán mit fast täglichen Aufführungen und Konzerten.

### Besonderheiten
In einigen Geschäften und Märkten in und um Mérida werden immer noch maquech angeboten: lebende Käfer, die von Einheimischen als Kleiderschmuck getragen werden.

## Städtepartnerschaften
Mérida hat vierzehn Partnerstädte:
| Stadt        | Land                             | seit | Status  |
| ------------ | -------------------------------- | ---- | ------- |
| Camagüey     | Kuba                             | 2000 | inaktiv |
| Chiquinquirá | Kolumbien                        | 1999 | inaktiv |
| Cozumel      | Mexiko, Quintana Roo             | 2010 | aktiv   |
| Erie         | Vereinigte Staaten, Pennsylvania | 1973 | inaktiv |
| Glendora     | Vereinigte Staaten, Kalifornien  | 1973 | inaktiv |
| Iguala       | Mexiko, Guerrero                 | 2009 | inaktiv |
| Incheon      | Südkorea                         | 2007 | aktiv   |
| Manzanares   | Kolumbien                        | 2000 | inaktiv |
| Mérida       | Spanien                          | 1990 | inaktiv |
| Mérida       | Venezuela                        | 1990 | inaktiv |
| Miami        | Vereinigte Staaten, Florida      | 2011 | aktiv   |
| New Orleans  | Vereinigte Staaten, Louisiana    | 1990 | aktiv   |
| Panama City  | Vereinigte Staaten, Florida      | 2003 | inaktiv |
| Pereira      | Kolumbien                        | 2000 | inaktiv |
| Sarasota     | Vereinigte Staaten, Florida      | 2010 | aktiv   |

## Söhne und Töchter der Stadt
- Juan José de Vértiz y Salcedo (1719–1799), spanischer Politiker und Vizekönig des Río de la Plata während der spanischen Kolonialherrschaft in Argentinien
- Andrés Quintana Roo (1787–1851), Politiker
- José Jacinto Cuevas (1821–1878), Komponist, Dirigent und Musikpädagoge
- Pablo Castellanos León (1860–1929), Pianist und Musikpädagoge
- Ricardo Río Díaz (1866–1901), Komponist, Pianist und Musikpädagoge
- Antonio Mediz Bolio (1884–1957), Dramatiker, Lyriker, Journalist und Politiker
- Carlos Torre Repetto (1904–1978), Schachspieler
- Pierre Vidal (1906–1967), Unternehmer und Politiker in Französisch-Westafrika
- Antonio Magaña Esquivel (1909–1987), Literaturwissenschaftler, Schriftsteller, Filmregisseur, Journalist und Essayist
- Augusto H. Álvarez (1914–1995), Architekt
- José Antonio Zorrilla (1915–1985), Komponist, Schriftsteller, Drehbuchautor und Regisseur
- Fernando Castro Pacheco (1918–2013), Maler, Zeichner, Illustrator und Bildhauer
- Nicolás Urcelay (1919–1959), Sänger
- Rolando Arjona Amábilis (1920–2014), Künstler und Hochschullehrer
- Roberto Casellas Leal (1922–2018), Botschafter
- Manuel Barbachano Ponce (1925–1994), Regisseur, Drehbuchautor und Filmproduzent
- Carlos Iturralde Rivero (1926–2004), Fußballspieler
- Armando Manzanero (1935–2020), Musiker, Sänger und Komponist
- Mario Renato Menéndez Rodríguez (1937–2024), Journalist und Verleger
- Miguel Canto (* 1948), Fliegengewichtsboxer
- Emilio Gamboa Patrón (* 1950), Politiker
- Guty Espadas (* 1954), Boxer im Fliegengewicht
- Freddy Castillo (* 1955), Boxer im Fliegen- und Halbfliegengewicht
- José Rafael Palma Capetillo (* 1955), römisch-katholischer Weihbischof in Jalapa
- Jorge Rodríguez-Novelo (* 1955), römisch-katholischer Weihbischof in Denver
- Beatriz Zavala Peniche (* 1957), Politikerin
- Juan Herrera (* 1958), Boxer im Fliegengewicht
- Jorge Carlos Patrón Wong (* 1958), römisch-katholischer Geistlicher, Erzbischof von Jalapa
- José Casellas (* um 1959), Fußballspieler
- Luis Carrasco (* 1963), Skeletonfahrer
- Guty Espadas junior (* 1974), Boxer
- Guadalupe Worbis (* 1983), Fußballspielerin
- León de Castillo (* 1985), österreichisch-mexikanischer Tenor, Konzeptkünstler, Musikforscher und Intendant
- William Paredes (* 1985), Fußballspieler
- Rommel Pacheco (* 1986), Wasserspringer
- Henry Martín (* 1992), Fußballspieler
- Marcel Ruiz (* 2000), Fußballspieler
- Claudina Díaz (* 2001), Hochspringerin
- Rodrigo Pacheco Méndez (* 2005), Tennisspieler